# My Own Brucie
My Own Brucie (4. května 1935 - 9. června 1943) byl samec amerického kokršpaněla považovaný za psího šampióna. V letech 1940 až 1941 získal 2x titul BiS (Best in Show). Ve věku 8 let zemřel v důsledku onemocnění ledvin.
V nekrolozích zveřejněných na titulních stranách magazínů New York Evening Sun,, New York Times a The Montreal Gazette jej označili za nejvíce fotografovaného psa na světě.
Jeho otec byl americký kokršpaněl Red Brucie, který měl přes 40 potomků, přičemž 36 z nich se stalo šampiony. My Own Brucie byl z nich nejpopulárnější.